# Burok platform
A Burok platform (angolul: shell platform) a felhő szolgáltatás egy újra gondolt terméke, amely a szervezeti csoportmunkát teszi hatékonyabbá és kezelhetőbbé.
A szolgáltatás a felhasználói igényeinek megfelelően, az üzemeltető hozza létre, telepíti és konfigurálja. A hálózatot, a szervereket, az így létrehozott platformot az üzemeltető biztosítja.

## Főbb tulajdonságok
A burok platform egy zárt rendszert alkot, amely elválasztja a belső erőforrásokat a külső fenyegetésektől.
Az operációs rendszertől való függetlenség a Burok platform további előnye, mivel lehetővé teszi, a felhasználók számára, hogy ugyanazt a szoftvert használják akkor is ha különböző típusú számítógépen csatlakoznak. Ez akár Windows, MacOs vagy Androidos lehet, akkor is ugyanazt a felületet és funkciókat látja, mint amit megszokott.
A platform burka egy speciális szoftverréteg, amely az adatokhoz való hozzáférést felügyeli. A felhasználók csak biztonságos csatornákon keresztül csatlakozhatnak a burkon belüli erőforrásokhoz, például VPN-en vagy multifaktoros azonosításon keresztül.
A platform lehetővé teszi, a standard szolgáltatásokon kívül a szervezet speciális alkalmazásait is integrálni.
A burok platform előnyei közé tartozik, hogy csökkenti a kibertámadások kockázatát, növeli a rendelkezésre állást és a teljesítményt, valamint egyszerűsíti az informatikai menedzsmentet.